# Barry Brown Jr.
Pour les articles homonymes, voir Barry et Brown.
Barry Gerard Brown Jr., né le 21 décembre 1996 à St. Petersburg, en Floride, est un joueur américain de basket-ball évoluant aux postes d'arrière et de meneur.

## Biographie

### Carrière universitaire
Entre 2015 et 2019, il joue pour les Wildcats de Kansas State à l'université d'État du Kansas.

### Carrière professionnelle

#### Wolves de l'Iowa (2019-2020)
Le 20 juin 2019, automatiquement éligible à la draft 2019 de la NBA, il n'est pas sélectionné.
En juillet 2019, il participe à la NBA Summer League de Las Vegas avec les Timberwolves du Minnesota.
Le 14 octobre 2019, il signe un contrat avec les Timberwolves du Minnesota. Le 19 octobre 2019, il est libéré par les Timberwolves.
Le 26 octobre 2019, il rejoint les Wolves de l'Iowa, l'équipe de G-League affiliée aux Timberwolves.

#### Riesen Ludwigsburg (2020-2021)
Le 8 juillet 2020, il part en Allemagne où il signe avec le Riesen Ludwigsbourg.

#### Beijing Ducks (2022)
En janvier 2022, il signe avec l'équipe chinoise des Beijing Ducks qui évolue dans la Chinese Basketball Association.

#### New Zealand Breakers (2022-2023)
Le 30 août 2022, il signe avec l'équipe néo-zélandaise des New Zealand Breakers durant la saison 2022-2023 du championnat d'Australie (NBL).

#### Metropolitans 92 (mai - juin 2023)
Le 15 mai 2023, il signe avec l'équipe française des Metropolitans 92.

#### Reyer Venise Mestre (depuis 2023)
En juillet 2023, il participe à la NBA Summer League de Las Vegas avec les Suns de Phoenix.
Le 24 juillet 2023, il signe avec l'équipe italienne du Reyer Venise Mestre.

## Palmarès

### Universitaire
- Big 12 Défenseur de l'année en 2019
- First-team All-Big 12 en 2019
- Second-team All-Big 12 en 2018
- 2× Big 12 All-Defensive Team en 2018 et 2019
- Big 12 All-Newcomer Team en 2016

### En club
- All-NBL Second Team en 2023
- Meilleur sixième homme de NBL en 2023

## Statistiques

### Universitaires
Les statistiques de Barry Brown Jr. en matchs universitaires sont les suivantes :
| Saison    | Équipe       | Matchs | Titul. | Min./m | % Tir | % 3pts | % LF | Rbds/m. | Pass/m. | Int/m. | Ctr/m. | Pts/m. |
| --------- | ------------ | ------ | ------ | ------ | ----- | ------ | ---- | ------- | ------- | ------ | ------ | ------ |
| 2015-2016 | Kansas State | 33     | 11     | 25,8   | 34,8  | 33,6   | 63,5 | 2,79    | 1,52    | 1,21   | 0,09   | 8,64   |
| 2016-2017 | Kansas State | 35     | 35     | 32,7   | 41,2  | 32,6   | 61,5 | 3,20    | 2,40    | 2,34   | 0,11   | 11,66  |
| 2017-2018 | Kansas State | 37     | 37     | 34,7   | 44,9  | 31,8   | 77,2 | 3,16    | 3,24    | 1,81   | 0,14   | 15,95  |
| 2018-2019 | Kansas State | 34     | 34     | 35,0   | 43,4  | 29,8   | 71,0 | 4,09    | 2,82    | 1,91   | 0,15   | 14,65  |
| Carrière  | Carrière     | 139    | 117    | 32,2   | 41,7  | 31,9   | 70,1 | 3,31    | 2,52    | 1,83   | 0,12   | 12,81  |